# Bank House Bridge

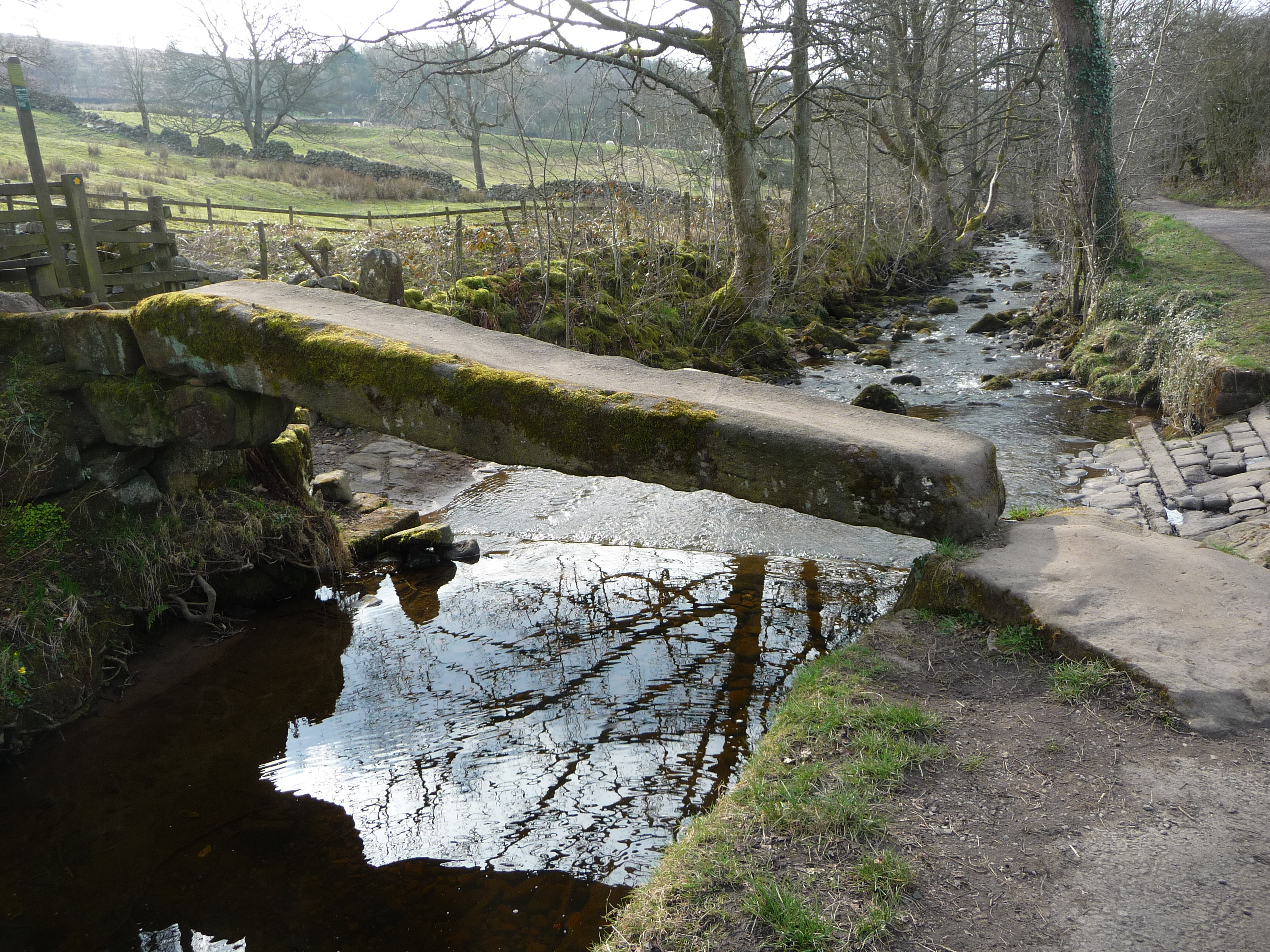
Bank House Bridge, 2015

Die Bank House Bridge befindet sich in nordenglischen Dorf Wycoller, Lancashire. Sie liegt 200 m südöstlich von Wycoller Hall.
Es handelt sich um eine Steinplattenbrücke. Die stegartige Steinplatte liegt auf zwei Steinen auf. Sie ist nicht datierbar.